# 旺加尼
旺加尼（法語：Ouangani，法語發音：[wɑ̃ɡani]）是法国海外省马约特的一个市镇。

## 地理
旺加尼（12°50'57"S, 45°8'20"E）面积18.5 平方千米，位于法国海外省马约特。
与旺加尼接壤的市镇（或旧市镇、城区）包括：希科尼、希龙吉、登贝尼、马穆楚、萨达、钦戈尼。
旺加尼的时区为UTC+03:00。

## 行政
旺加尼的邮政编码为97670，INSEE市镇编码为97614。

## 政治
旺加尼所属的省级选区为旺加尼县，同时旺加尼也是该县的中央投票站所在地。

## 人口
旺加尼于2017时的人口数量为10203人。